# Joe Marler

a Compétitions nationales et continentales officielles uniquement.

b Matchs officiels uniquement.
Dernière mise à jour le 29 novembre 2024.
Joe Marler, né le 7 juillet 1990 à Eastbourne (Angleterre), est un joueur international anglais de rugby à XV. Il joue au poste de pilier gauche aux Harlequins durant l'intégralité de sa carrière.

## Biographie

### Jeunesse et formation
Joe Marler commence la pratique du rugby à XV au Haywards Heath RFC dans le Sussex. En 2008, il rejoint les Harlequins qui le prêtent successivement au Worthing RFC (en) et au Esher RFC. Il est appelé en équipe d'Angleterre des moins de 20 ans pour le Tournoi des Six Nations 2009, mais blessé doit renoncer à la sélection. La saison suivante, il est de nouveau appelé avec l'équipe des moins de 20 ans et inscrit, pour ses débuts dans le Tournoi, deux essais contre le pays de Galles.

### Carrière professionnelle
Joe Marler est appelé en équipe d'Angleterre fin 2010 à la suite de la blessure de David Wilson. Lorsque celui-ci revient de blessure, Marler est maintenu dans l'équipe.
Il commence ses premiers test matchs comme titulaire contre l'Afrique du Sud à l'été 2012.
Joe Marler débute comme titulaire, lors du Tournoi des Six Nations 2013, contre l'Écosse à Twickenham. Il est remplacé après 55 minutes de jeu.
Au début de la saison 2018-2019, il décide de prendre sa retraite internationale, pour pouvoir passer plus de temps avec sa famille, allant jusqu'à avouer avoir pris des cartons volontairement avec son club auparavant afin de ne pas partir avec l'équipe nationale,.
Il sort finalement de cette retraite en début de saison suivante, lorsqu'il est convié dans le groupe de l'Angleterre pour jouer la Coupe du monde 2019 au Japon. Dès le premier match de son pays dans la compétition, il est titulaire face aux Tonga et son équipe s'impose 35 à 3. Il est ensuite de nouveau titularisé pour le deuxième match face aux États-Unis puis lors de rencontre face à l'Argentine remportée par les Anglais, qui se qualifient donc pour les phases finales de la compétition,. En quart de finale contre l'Australie, Mako Vunipola lui est préféré et Marler débute donc la rencontre sur le banc de remplaçants. Il entre en jeu en cours de partie et les siens l'emportent 40 à 16. Les Anglais éliminent ensuite la Nouvelle-Zélande, avant de retrouver l'Afrique du Sud en finale. Pour cette rencontre, Joe Marler est toujours devancé par Vunipola dans le XV de départ, puis le remplace à la 45e minute. Le XV de la Rose est cependant battu en finale par les Springboks sur le score de 32 à 12,.
En début de saison 2020-2021, il est appelé par Eddie Jones pour la finale de la Coupe d'automne des nations face à la France. Durant cette rencontre très serrée, il entre en jeu en seconde période à la place d'Ellis Genge, et son équipe s'impose 22 à 19 après prolongations,. Ensuite, en Championnat les Harlequins se qualifient jusqu'en finale où ils affrontent les Exeter Chiefs. Pour cette rencontre, Joe Marler est titulaire en première ligne aux côtés de Scott Baldwin et Wilco Louw. Son équipe s'impose en toute fin de match 38-40, grâce à un doublé de Louis Lynagh,.
Il est sélectionné en équipe nationale pour participer au Tournoi des Six Nations 2022. Il joue les cinq matchs dans ce Tournoi où son pays termine en troisième position.
Fin juin 2023, il est sélectionné avec le XV de la Rose par Steve Borthwick dans un groupe de 41 joueurs pour les matchs de préparation à la Coupe du monde 2023,. Quelques semaines plus tard, il est retenu dans le groupe final pour participer au Mondial,.
En janvier 2024, il est convoqué pour participer au Tournoi des Six Nations. 
Le 3 novembre 2024, il annonce mettre un terme à sa carrière internationale. Puis, à la fin du même mois, il prend finalement sa retraite sportive.

## Statistiques en équipe nationale
- 95 sélections
- Sélections par années : 5 en 2012, 10 en 2013, 11 en 2014, 11 en 2015, 9 en 2016, 7 en 2017, 6 en 2018, 9 en 2019, 4 en 2020, 2 en 2021, 5 en 2022, 8 en 2023, 7 en 2024
- Tournoi des Six Nations disputés : 2013, 2014, 2015, 2016, 2017, 2018, 2020, 2022 2024

## Palmarès

### En club
- Harlequins
  - Vainqueur du Challenge européen en 2011
  - Vainqueur du Championnat d'Angleterre en 2012 et 2021
  - Vainqueur de la Coupe anglo-galloise en 2013

### En sélection nationale
- Angleterre
  - Vainqueur de la Triple Couronne en 2014, 2016 et 2020
  - Vainqueur du Tournoi des Six Nations en 2016 (Grand Chelem), 2017 et 2020
  - Finaliste de la Coupe du monde en 2019
  - Vainqueur de la Coupe d'automne des nations en 2020
  - Troisième de la Coupe du monde en 2023

## Divers
En 2020, Joe Marler raconte sa vie dans un livre appelé Loose Head, Confessions of an (un)professional rugby player, publié en anglais par Ebury Press.